# Riccardo Cassano
Riccardo Cassano (* 27. Juni 1885 in Neapel; † 16. November 1953 in Rom) war ein italienischer Filmregisseur.

## Leben
Cassano, der einer vornehmen Familie angehörte, kam 1910 nach Rom, um eine Theaterkarriere zu verfolgen. 1913 wurde er von der Filmgesellschaft Cines als Drehbuch-Revisor unter Vertrag genommen. Zwei Jahre später legte er als Regisseur erste Arbeiten vor; dabei arbeitete er auch mit Guido Brignone und Mario Bonnard zusammen und wirkte als Vertreter des Futurismus in vier Filmen zusammen mit Anton Giulio Bragaglia. 1918 wurde er Regisseur für eine der Diven der damaligen Zeit, Bella Otero, gemeinsam mit Schauspieler Gastone Monaldi.
Mit dem aufkommenden Tonfilm begann der Abstieg Cassanos; er war nunmehr in weniger wichtigen Funktionen für Filme von Mario Mattòli, Carlo Borghesio und Enrico Guarini beschäftigt und drehte 1943 seinen letzten Film, Se vuoi goder la vita nach eigenem Drehbuch, der erst nach dem Krieg fertiggestellt wurde und kaum zur Aufführung kam. Allein als Produzent von Dokumentarfilmen war er weiter aktiv, musste jedoch seinen Lebensunterhalt zuletzt auf Flohmärkten mit dem Verkauf gebrauchter Bücher verdienen.

## Filmografie (Auswahl)
- 1915: Il sogno del bimbo d’Italia
- 1943: Se vuoi goder la vita